# Ageratum
Ageratum és un gènere de plantes angiospermes de la família de les asteràcies. Les espècies d'aquest gèneere són natives de les zones tropicals i subtropicals d'Amèrica, des del sud d'Amèrica del Nord, fins al Brasil i zones del Carib.

## Descripció
Són plantes herbàcies perennes o anuals, fulles ovades, oposades i peciolades i de vegades dentades. Flors, en forma de tub, són d'un color que pot anar de blau a rosaci o blanques i es presenten agrupades en inflorescències cimoses o en forma de corimbe. El fruit és un aqueni.

## Taxonomia
Aquest gènere va ser publicat per primer cop l'any 1753 al segon volum de l'obra Species Plantarum de Carl von Linné (1707-1778).

### Espècies
Dins d'aquest gènere es reconeixen les 38 espècies següents:
- Ageratum albidum Hemsl.
- Ageratum ballotifolium (Maguire, Steyerm. & Wurdack) R.M.King & H.Rob.
- Ageratum candidum G.M.Barroso
- Ageratum chiriquense (B.L.Rob.) R.M.King & H.Rob.
- Ageratum chortianum Standl. & Steyerm.
- Ageratum conyzoides L.
- Ageratum cordatum (S.F.Blake) L.O.Williams
- Ageratum corymbosum Zuccagni
- Ageratum echioides Hemsl.
- Ageratum elassocarpum S.F.Blake
- Ageratum ellipticum B.L.Rob.
- Ageratum fastigiatum (Gardner) R.M.King & H.Rob.
- Ageratum gaumeri B.L.Rob.
- Ageratum grossedentatum Rzed.
- Ageratum guatemalense M.F.Johnson
- Ageratum hondurense R.M.King & H.Rob.
- Ageratum houstonianum Mill.
- Ageratum iltisii R.M.King & H.Rob.
- Ageratum littorale A.Gray
- Ageratum lundellii R.M.King & H.Rob.
- Ageratum maritimum Kunth
- Ageratum microcarpum (Benth.) Hemsl.
- Ageratum microcephalum Hemsl.
- Ageratum molinae R.M.King & H.Rob.
- Ageratum munaense R.M.King & H.Rob.
- Ageratum myriadenium (Sch.Bip. ex Baker) R.M.King & H.Rob.
- Ageratum paleaceum (J.Gay ex DC.) Hemsl.
- Ageratum peckii B.L.Rob.
- Ageratum petiolatum (Hook. & Arn.) Hemsl.
- Ageratum platylepis (B.L.Rob.) R.M.King & H.Rob.
- Ageratum platypodum B.L.Rob.
- Ageratum riparium B.L.Rob.
- Ageratum rugosum J.M.Coult.
- Ageratum salvanaturae B.Smalla & N.Kilian
- Ageratum solisii B.L.Turner
- Ageratum standleyi B.L.Rob.
- Ageratum tehuacanum R.M.King & H.Rob.
- Ageratum tomentosum (Benth.) Hemsl.

### Sinònims
Els següents noms científics són sinònims heterotípics d'Ageratum:
- Blakeanthus R.M.King & H.Rob.
- Caelestina Cass.

## Usos
Els Ageratums es cultiven com plantes ornamentals per les seves flors, especialment en el cas de l'espècie A. houstonianum. El color més comú de les flors és el blau, però també n'hi ha tipus de color viola, rosa o blanc. Sovint es planten en el jardí de rocalla. Poden esdevenir males herbes.

## Toxicitat
Diverses espècies d'Ageratum són tòxiques i contenen alcaloides pirrolidizínics. Ageratum houstonianum i Ageratum conyzoides causen lesiona al fetge i són tumorogènics.